# Flammulina ononidis
Flammulina ononidis är en svampart som beskrevs av Arnolds 1977. Flammulina ononidis ingår i släktet Flammulina och familjen Physalacriaceae.  Artens status i Sverige är: Ej påträffad. Inga underarter finns listade i Catalogue of Life.